# Razor 1911
Razor 1911 (RZR) é um grupo de warez e demoscene. De acordo com a divisão de crimes de computação do Departamento de Justiça dos Estados Unidos, é o mais antigo grupo no ramo de pirataria de jogos na internet. O grupo é muito conhecido por desenvolver cracks para jogos famosos antes de serem lançados.

## Inicio
O grupo foi fundado originalmente como Razor 2992 pelo "Doctor No", "Insane TTM" e "Sector9" na Noruega, em Outubro de 1984, como um grupo de crackeadores de software do Commodore 64. Pouco tempo depois, eles trocam de 2992 para 1911 como uma forma de "diferenciação" dos outros crackers, que tendem a usar o número "666", já que o sufixo "1911", traduz-se em "777" em Hexadecimal.
Entre 1987 e 1988 o grupo saiu do Commodore 64 e foi para uma nova plataforma de hardware, codificando demos e crackeando jogos para Amiga (Uma família de computadores pessoais). No início dos Anos 90, Razor 1911 fez outra transição, desta vez para IBM PC, como o principal grupo cracker, mas ainda continuando com os "Cracks intros" (Uma pequena introdução adicionada por um software cracker), demos e música.
Razor foi o grupo dominante no fornecimento de disquete até 1992, quando os disquetes foram deixados de lado para dar lugar aos CD-ROMs. Ao longo dos anos 90, Razor se viu frente a frente de uma competição com outros grupos diferentes, que vão desde grupos como Tristar & Red Sector inc. (TRSi), Pirates with Attitude (PWA), The Dream Team (TDT) e Fairlight (FLT) em 1994, à Prestige, Hybrid (HBD), e outros em 1995.
Indiscutivelmente enfraquecido, Razor foi revitalizado pelos novos membros que vieram de outro  grupo - o Nexus - e que trouxeram consigo alguns fornecedores do Reino Unido e os líderes do The Speed Race (TSR), Hot Tuna and The Gecko. Razor teve vários outros líderes ao longo dos anos 90, dentre Zodact, The Renegade Chemist (TRC), The WiTcH KiNG, Butcher, SwiTch, Marauder, e Randall Flagg.
Em 1995 o lançamento dos disquetes foi rapidamente suplantado pelos CD-ROMs, e Razor 1911 foi para os "CD-Ripping" (Cópia de mídia de digital). Embora não tenha sido o primeiro a iniciar na área de "CD-ripping", Razor fez muito sucesso e se tornou um dos grupos de maior sucesso em todo o ano de 1996. Os membros que levaram Razor à neste novo capítulo foram: TSR, Pharaoh, Fatal Error, Third Son, Hot Tuna, Beowulf, Pitbull, Erick1911 , Bunter, Manhunter, Vitas e The Punisher. Razor dominou a cena do CD-Ripping, até que a Prestige foi formada. Prestige depois se juntou com o Class (CLS), que endureceu a competição para o Razor.
Razor, mais uma vez assumiu um novo desafio quando o cenário "ISO" foi formado. Razor 1911 começou a publicar ISOs quando o mesmo se tornou padrão, e a Razor foi comandada mais significativamente pelo The Punisher. Ele foi fundamental na recuperação do Razor e seu desempenho sólido no cenário ISO. Depois da aposentadoria de The Punisher, Razor foi liderado por várias pessoas diferentes e submetido a alguns problemas internos na forma de "desafios de liderança". Isto foi resolvido quando Pitbull, um antigo membro da Razor dos anos 90, assumiu a liderança. O FBI afirmou que ele continuaria a ser o líder da Razor no momento da "Operação Pirata", uma operação anti-pirataria internacional, que levou às invasões nas casas de mais de 60 suspeitos de pirataria no mundo todo em 2001.

## Atividades recentes notáveis
Em 23 de julho de 1996, Razor 1911 lançou Quake crackeado um dia após o lançamento. Foi o primeiro jogo fornecido pelo The Punisher.
Em 14 de outubro de 2006, Razor lançou Battlefield 2142 crackeado 4 dias antes do lançamento oficial.
Em 2007, Razor foi o primeiro grupo a crackear com sucesso um jogo pro Windows XP que rodava somente no Windows Vista. Isto foi feito para apoiar a crença generalizada de que a Microsoft estava tentando liberar a maioria dos novos jogos somente para para o Vista, com um intuito de impulsionar as vendas de seu sistema operacional.
Em 11 de novembro de 2007, Razor crackeou a versão europeia de Crysis 5 dias antes o lançamento oficial.
Em 7 de dezembro de 2008, Razor crackeou o Grand Theft Auto IV 5 dias após o lançamento. Neste processo eles conseguiram quebrar uma proteção SecuROM. Apesar de uma correção na funcionalidade patch 1.0.2.0 do jogo que prejudicou os jogadores que usavam versões pirata do jogo (tais como a incapacidade para terminar certa missões, enredo e etc), o grupo ainda conseguiu fornecer um crack para a versão 1.0.2.0 do patch que resolvia todos esses problemas.
Em 28 de maio de 2009, Razor crackeou The Sims 3 duas semanas antes do lançamento oficial do jogo. Apesar da versão crackeada haver erros no jogo, o Razor publicou uma correção.
Em 10 de novembro de 2009, Razor foi o primeiro a lançar Call of Duty: Modern Warfare 2 com um crack funcionando para PC. Apesar deles terem pouca experiência em crackear jogos da Steam, eles crackearam o jogo, mas só dava para jogar somente com uma conta na Steam. Horas depois o SKiDROW lançou uma versão "Non-Steam" (Sem Steam, ou seja, o jogador não precisa de uma conta na Steam para jogar).
Em 20 de novembro de 2009, Razor foi novamente o primeiro a lançar Left 4 Dead 2, assim como havia feito no ano anterior, com o Left 4 Dead.
Em 21 de janeiro de 2010, Razor lançou Mass Effect 2 5 dias antes do lançamento oficial.
Em 8 de fevereiro de 2010, Razor lançou Bioshock 2 um dia antes do lançamento oficial
do jogo.
Em 16 de fevereiro de 2010, Razor lançou Aliens vs. Predator (jogo) 3 dias antes do lançamento oficial do jogo.
Em 23 de fevereiro de 2010, Razor lançou Napoleon: Total War 3 dias antes do lançamento oficial na Europa. No mesmo dia do lançamento do jogo nos Estados Unidos, Razor lançou a versão crackeada.
Em 2 de março de 2010, Razor lançou Supreme Commander 2 no mesmo dia do lançamento oficial.
Em 11 de março de 2010, Razor lançou Warhammer 40000 Dawn Of War II Chaos Rising um dia depois do lançamento do jogo oficial.
Em 27 de abril de 2010, Razor lançou The Settlers 7 reivindicando ser o primeiro a crackear a nova Gestão de direitos digitais pela Ubisoft requerindo uma conexão permanente com a Internet.
Em 21 de setembro de 2010, Razor lançou o F1 2010 crackeado 4 dias antes do lançamento oficial na Europa. No mesmo dia em que o jogo lançou dos Estados Unidos, Razor lançou uma versão crackeada, exatamente como ocorreu com o Napoleão: Total War.
Em 16 de novembro de 2010, Razor lançou Harry Potter and the Deathly Hallows um dia antes do lançamento oficial do jogo.
Em 10 de junho de 2011, Razor lançou Duke Nukem Forever
Em 10 de novembro de 2011, Razor lançou The Elder Scrolls V: Skyrim um dia antes do lançamento oficial.